# Enclavi serbe del Kosovo

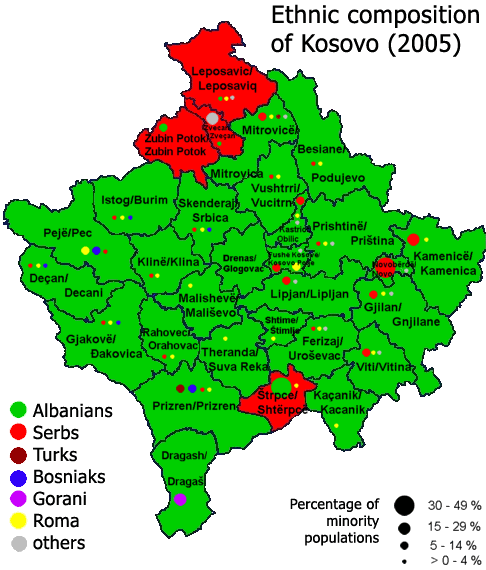
Composizione etnica del Kosovo nel 2005 secondo l'OSCE, che mostra le parti del Kosovo con popolazione serba

Le enclavi serbe del Kosovo sono aree del Kosovo dove vivono popolazioni serbe, totalmente circondate da territori a maggioranza non serba. Non sono quindi incluse le municipalità di Leposavić, Zubin Potok e Zvečan e la parte di Kosovska Mitrovica a nord del fiume Ibar, tutte facenti parte del Kosovo del Nord, confinante con la Serbia e quindi non costituente un'enclave.
Tra il 2000 ed il 2008 l'UNIMIK ha creato otto nuove municipalità nel Kosovo (tra cui tre aventi maggioranza serba) non riconosciute dal Governo della Serbia. 
Nel 2008 è stata creata l'Assemblea dell'Unione dei Comuni della Provincia autonoma di Kosovo e Metochia, con sede a Kosovska Mitrovica, al fine di coordinare le minoranze serbe presenti in Kosovo.
Nel 2013 gli accordi di Bruxelles hanno previsto la Comunità delle municipalità serbe, che avrebbe dovuto diventare operativa nel 2018.

## Enclavi serbe in Kosovo

### Municipalità a maggioranza serba
- Gračanica
- Parteš
- Ranilug [4]

### Municipalità con grande minoranza serba (35-45%)
- Klokot
- Novo Brdo
- Štrpce

### Villaggi con minoranza serba
- Gnjilane: Šilovo, Koretište, Stanišor, Kusce, Straža, Kmetovce, Poneš;
- Klina: Vidanje;
- Kosovo Polje: Batuse;
- Kosovska Kamenica: Ropotovo;
- Istok: Osojane, Crkolez;
- Lipljan: Dobrotin, Livađe, Donja Gušterica, Gornja Gušterica, Suvi Do, Staro Gracko, Novo Naselje;
- Novo Brdo: Prekovce;
- Orahovac: Velika Hoča, Orahovac;
- Peć: Goraždevac;
- Pristina: Plemetina;
- Srbica: Banja, Suvo Grlo;
- Suva Reka: Popovljane, Dvorane, Delovce; plurality: Mušutište, Topličane;
- Vitina: Trpeza, Požaranje, Novo Selo, Žitinje;
- Vučitrn: Gojbulja, Panjetina, Prilužje, Grace.

Comunità serbe di minore numero sono presenti anche a Prizren, Gnjilane e Obilić.